# Choca-barrada

A choca-barrada (Thamnophilus doliatus) é uma ave passeriforme da família dos tamnofilídeos. É encontrada nos Neotrópicos de Tamaulipas, México, através da América Central, Trindade e Tobago, e em uma grande parte da América do Sul a leste dos Andes até ao norte da Argentina, sudeste do Brasil e Paraguai. Pode ser encontrada em uma ampla variedade de habitats arborizados (até mesmo jardins e parques urbanos) em regiões úmidas e áridas. Em grande parte de sua área de distribuição, está entre as chocas mais comuns.